# Chlorissa discessa
Chlorissa discessa là một loài bướm đêm trong họ Geometridae.